# Maya Azucena
Maya Azucena je američka pjevačica, skladateljica i kulturna veleposlanica iz New Yorka (Brooklyn). 
Pohađala je umjetničku školu LaGuardia. U neovisnoj produkciji objavila je svoj prvi album 2003. godine. Najčešće pjeva soul i r'n'b glazbu. Do sada je objavila 6 samostalnih albuma. Gostovala je na albumima brojnih glazbenika. Gostovala je na albumu "Mind Control" Stephena Marleya, koji je nagrađen Grammyijem 2007. godine. Njena pjesma "Make It Happen" bila je 3. na Billboardovoj ljestvici dance glazbe. Bila je proglašena najboljom alternativnom pjevačicom u izboru web stranice AllHipHop.com. 
Sudjelovala je u brojnim humanitarnim akcijama poput akcije za pomoć Darfuru, za pomoć Japanu, za borbu protiv raka dojke. Nastupala je i kao kulturna veleposlanica u kulturnim projektima američke vlade.
U Hrvatskoj je najpoznatija po suradnji s Gibonnijem na albumima "Unca fibre" i "Acoustic/Electric". Osim na snimanjima albuma, sudjelovala je i na koncertnim i televizijskim nastupima Gibonnija. Dobitnica je dva Porina 2007. godine za pjesmu godine "Anđeo u tebi" i za najbolju vokalnu suradnju za istoimenu skladbu zajedno s Gibonnijem i Goranom Bare. Gostovala je na albumu "On je moj Bog" hrvatskog glazbenog sastava "Emanuel" te na albumu "Veliki umovi 21. stoljeća" grupe "Bolesna braća". Nastupila je na koncertu Olivera Dragojevića u pulskoj Areni 2007. godine. Također je nastupila na Božićnom gala koncertu u Bjelovaru 2018. godine.

## Diskografija
Albumi:
- Maya Who?!, 2003.
- What You Don't Already Have, 2005.
- The Rooftop: A LIVE SHOT, 2006.
- Make It Happen (Gotta get up), 2007.
- Junkyard Jewel, 2007.
- Taste This, 2008.
- Cry Love. 2011.